# レンタルきゅーと
『レンタルきゅーと』（れんたるきゅーと）は、白雪しおんによる4コマ漫画作品。
『まんがタイムきららMAX』（芳文社）に、2004年（平成16年）から不定期で掲載（掲載号については後述）、2009年2月号から2010年10月号まで隔月連載された。

## あらすじ
レンタルペットショップ「レンタル・キュート」。そこには、しっぽのあるペットが居たり、羽根があるペットが居たり、ウサ耳、ネコ耳のペットが居たり、と多種多様なペットたちが在籍しており、普通のレンタルペットショップと同様に、お客様のニーズに合わせて、かわいいペットをレンタルするのが、お店の仕事。ただし、他店と大きく異なるのは、人型をした「ハーフペット」と呼ばれる半人半獣のペットたちを貸し出しする点。お店のキャッチコピーでもある「かわいいハーフペットとすごして疲れた心を癒しませんか?」そのままに、ハーフペット達は今日もお客様に、心の平安と癒しをもたらしている……ハズ??かわいいハーフペット達が繰り広げる、ドタバタ・コメディ4コマ漫画。

## 主な登場人物
らび
うさぎのハーフペット。メス。まんま、バニーガール。ただし、網タイツよりも生足派らしい。明るく、元気、天真爛漫。ちっちゃくてかわいいものに目がない。ウサギの耳のほかに人間の耳も生えているらしい。
ちま
鳥のハーフペット。メス。レンタル・キュートの中でも、古株らしい。らびの先輩ということを自負し、態度はデカい。だが、食物連鎖の下層に位置するためか、新入りの双子猫達から、尊敬のまなざしならぬ、「なんだか、美味しそう…」な眼差しで見つめられている模様。
ちぃ&ちゃい
ネコのハーフペット。オス。レンタル・キュートの中では新入りのほう。双子のためか、非常に仲がよく、いつでも2匹一緒に行動する。無邪気で悪気は無いようだが、狩人としてのネコの血が騒ぐこともしばしば。そういうときは大抵、目をキラキラと輝かしており、かわいさも10割増し。
ポチ
犬のハーフペット。オス。ホストばりの格好良さで、女性客からの高い人気を誇る。本人は、自分の名前にコンプレックスを持っている模様。持って生まれた犬の本能には抗いがたいらしく、棒を投げられると思わず追っかけてしまう癖を持っている。バレンタインにはたくさんのチョコをもらい困っている。（犬なのでチョコが食べられないため）
紺（こん）
狐のハーフペット。メス。和服姿の良く似合う子狐。本人はいたって無口だが、イタズラが大好きらしく、よく他のハーフペットに化けて他人を惑わす。変身していない状態では、キツネ耳は隠せないらしい。
店長（てんちょう）
人間。男性。黒髪に鼻メガネ、髪を後ろで縛っている。お休みの際は、メガネはかけてないようだ。いつもらびを筆頭に、ハーフペット達にふりまわされているが、叱るときはちゃんと叱れる人。ほとんど保育園の保父さん状態。来客には「～でしょう」、「～じゃないですか」、「～ますよー」といった丁寧語キャラだが、らび達の暴走に、「あーしんど。牛丼食って帰ろ」と、素に戻って黄昏れていることも。ハーフペットを妻に持つ。
うろこ
魚のハーフペット。メス。本人はハマチで、両親はメジロ、祖父母はブリ。海沿いにある「レンタル・キュート」の支店で働いている。水が無いと乾燥してしまうとのことで、事が進むとくさや状態になってしまうらしい。外見は、まさに人魚姫。
ペンギンさん
ペンギンのハーフペット。オス。少しずり落ちたメガネと、上目づかいがキュート。足のあたりがペンギンらしい。海沿いにある「レンタル・キュート」の支店で働いている。まんがタイムきららMAX2005年10月号で､1ｺマだけ登場。きららMAX2007年8月号では、冷蔵庫の中で眠っているというショッキングな登場の仕方をした。キャラ属性は、ショタ。

## 掲載誌
- まんがタイムきららMAX - 2004年11月号 (No.1)、2005年4月号 (No.6)、2005年6月号 (No.8)、2005年10月号 (No.12)、2006年4月号 (No.18)、2007年3月号　(No.30)、2007年8月号　(No.35)、2008年5月号　(No.44)
- まんがタイムきららMAX - 2009年2月号　(No.53)より2010年10月号　(No.73)まで偶数月号隔月連載

## 書誌情報
- 白雪しおん「レンタルきゅーと」芳文社〈まんがタイムKRコミックス〉、全2巻
  1. 2009年11月11日刊行、ISBN 978-4-8322-7855-4
  2. 2010年10月12日刊行、ISBN 978-4-8322-7945-2